# São Bartolomeu (Vila Viçosa)
São Bartolomeu ist eine ehemalige Gemeinde (Freguesia) im portugiesischen Kreis (Concelho) von Vila Viçosa. Die Gemeinde hatte 853 Einwohner und eine Fläche von 0,21 km² (Stand 30. Juni 2011).
Sie stellte die Innenstadtgemeinde der Kleinstadt (Vila) Vila Viçosa dar und war die kleinste Gemeinde im Kreis.
Im Zuge der Gebietsreform im September 2013 wurden die Gemeinden São Bartolomeu und Conceição zur neuen Gemeinde Nossa Senhora da Conceição e São Bartolomeu zusammengeschlossen. Die neue Gemeinde deckt nun das wesentliche Stadtgebiet Vila Viçosas ab.